# Loin d'ici
"Loin d'ici" é uma canção da cantora austríaca Zoë, que representou a Áustria em Estocolmo, Suécia no Festival Eurovisão da Canção 2016.
Foi a décima-segunda canção a ser interpretada, na 1ª semi-final a seguir a canção do Chipre "Alter Ego" e antes da canção da Estónia "Play". Terminou a competição em 7.º lugar com 170 pontos, conseguindo passar à final.
Na final foi a vigésima-terceira canção a ser interpretada na noite do festival, a seguir à canção da Geórgia "Midnight Gold" e antes da canção do Reino Unido "You're Not Alone". Terminou a competição em 13.º lugar (entre 26 participantes), tendo recebido um total de 151 pontos.